# The Man Higher Up (film 1929)
The Man Higher Up è un cortometraggio del 1929 diretto da William C. de Mille che ne firma anche il soggetto. Prodotto dalla MGM, il film aveva come interpreti Hobart Bosworth e Robert Edeson.

## Produzione
Il film fu prodotto dalla Metro-Goldwyn-Mayer (MGM).

## Distribuzione
Distribuito dalla Metro-Goldwyn-Mayer (MGM), il film - un cortometraggio in due bobine- uscì nelle sale cinematografiche statunitensi l'11 maggio 1929.